# Jack McGrath
John James „Jack“ McGrath (* 8. Oktober 1919 in Los Angeles, Kalifornien, Vereinigte Staaten; † 6. November 1955 in Phoenix. Arizona, Vereinigte Staaten) war ein US-amerikanischer Automobilrennfahrer.

## Karriere
Jack McGrath gewann 1946 die erste California-Roadster-Association-Championship, eine Track-Roadster-Meisterschaft. Achtmal war McGrath beim Indianapolis 500 am Start. Er erreichte zwei Podiumsplatzierungen, 1951 und 1954, als er jeweils Dritter wurde. 1954 ging er außerdem von der Pole-Position aus ins Rennen.
Da das Indianapolis 500 von 1950 bis 1960 zur Formel-1-Weltmeisterschaft zählte, stehen bei McGrath sechs Rennteilnahmen in der Formel-1-Statistik. Er erzielte insgesamt neun Weltmeisterschaftspunkte.
McGrath verunglückte beim letzten Rennen der Saison 1955 in Phoenix tödlich.

## Statistik

### Indy-500-Ergebnisse
| Jahr | Startnr. | Start | Qual (km/h) | Ergebnis | Runden | Führung | Ausfall           |
| ---- | -------- | ----- | ----------- | -------- | ------ | ------- | ----------------- |
| 1948 | 52       | 13    | 200,474     | 21       | 70     |         | Motor             |
| 1949 | 33       | 3     | 207,394     | 26       | 39     |         | Ölpumpe           |
| 1950 | 49       | 6     | 212,189     | 14       | 131    |         |                   |
| 1951 | 9        | 3     | 216,116     | 32       | 100    | 11      | Übergabe an Ayulo |
| 1952 | 4        | 3     | 219,913     | 11       | 200    | 6       |                   |
| 1953 | 5        | 3     | 219,817     | 5        | 200    |         |                   |
| 1954 | 2        | 1     | 227,380     | 3        | 200    | 47      |                   |
| 1955 | 3        | 3     | 229,440     | 26       | 54     | 6       | Ölverlust         |

| Legende  | Legende            | Legende                                                          |
| Farbe    | Abkürzung          | Bedeutung                                                        |
| -------- | ------------------ | ---------------------------------------------------------------- |
| Gold     | –                  | Sieg                                                             |
| Silber   | –                  | 2. Platz                                                         |
| Bronze   | –                  | 3. Platz                                                         |
| Grün     | –                  | Platzierung in den Punkten                                       |
| Blau     | –                  | Klassifiziert außerhalb der Punkteränge                          |
| Violett  | DNF                | Rennen nicht beendet (did not finish)                            |
| Violett  | NC                 | nicht klassifiziert (not classified)                             |
| Rot      | DNQ                | nicht qualifiziert (did not qualify)                             |
| Rot      | DNPQ               | in Vorqualifikation gescheitert (did not pre-qualify)            |
| Schwarz  | DSQ                | disqualifiziert (disqualified)                                   |
| Weiß     | DNS                | nicht am Start (did not start)                                   |
| Weiß     | WD                 | zurückgezogen (withdrawn)                                        |
| Hellblau | PO                 | nur am Training teilgenommen (practiced only)                    |
| Hellblau | TD                 | Freitags-Testfahrer (test driver)                                |
| ohne     | DNP                | nicht am Training teilgenommen (did not practice)                |
| ohne     | INJ                | verletzt oder krank (injured)                                    |
| ohne     | EX                 | ausgeschlossen (excluded)                                        |
| ohne     | DNA                | nicht erschienen (did not arrive)                                |
| ohne     | C                  | Rennen abgesagt (cancelled)                                      |
| ohne     | keine WM-Teilnahme |                                                                  |
| sonstige | P/fett             | Pole-Position                                                    |
| sonstige | 1/2/3/4/5/6/7/8    | Punktplatzierung im Sprint-/Qualifikationsrennen                 |
| sonstige | SR/kursiv          | Schnellste Rennrunde                                             |
| sonstige | *                  | nicht im Ziel, aufgrund der zurückgelegten Distanz aber gewertet |
| sonstige | ()                 | Streichresultate                                                 |
| sonstige | unterstrichen      | Führender in der Gesamtwertung                                   |

### Einzelergebnisse in der Sportwagen-Weltmeisterschaft
| Saison | Team            | Rennwagen     | 1   | 2   | 3   | 4   | 5   | 6   | 7   |
| ------ | --------------- | ------------- | --- | --- | --- | --- | --- | --- | --- |
| 1953   | Ronald Ferguson | Lincoln Capri | SEB | MIM | LEM | SPA | NÜR | RTT | CAP |
| 1953   | Ronald Ferguson | Lincoln Capri |     |     |     | 9   |     |     |     |
| 1954   | Lincoln         | Lincoln Capri | BUA | SEB | MIM | LEM | RTT | CAP |     |
| 1954   | Lincoln         | Lincoln Capri |     |     | DNF |     |     |     |     |